# Distrito de Suyckutambo
El distrito de Suyckutambo, históricamente llamado Suycutambo, es uno de los ocho que conforman la provincia de Espinar, ubicada en el departamento del Cuzco en el Sur del Perú.
Limita por el Norte y por el Este con el distrito de Coporaque; por el Sur y por Oeste con la provincia de Caylloma.

## Historia
El distrito fue creado mediante Ley N.º 13623 del 17 de marzo de 1961, en el gobierno de Manuel Prado Ugarteche.

## Capital
La Capital del distrito es el poblado de Virginniyoc. La temporada más propicia para la visita de turismo es de abril a octubre.

## Autoridades

### Municipales
- 2023 - 2026[2]
  - Alcalde: Ing. Marco Antonio Marco Nina, de Somos Perú.
  - Regidores:

  1. Rubén Bonifacio Ccacyahuillca Taipe (Democracia Directa)
  2. Eusebio Santos Ccamaqque Merma (Democracia Directa)
  3. Felicitas Ccacyavilca Ccajahuillca (Democracia Directa)
  4. Jaime Ccama Salhua (Democracia Directa)
  5. Victor Infa Huamaní (Restauración Nacional)

Alcaldes anteriores
- 2011-2014
  - Alcalde: Pedro Pablo Rojas Figueroa, del Movimiento Gran Alianza Nacionalista (GAN).
  - Regidores: Juan Chullunquia Huanqque (GAN), Aparicio Mamani Kana (GAN), Petronila Torres de Morales (GAN), Crisólogo Cruz Quispe (GAN), Juan Córdova Sucapuca (PAN).
- 2007-2010
  - Alcalde: Froelan Taype Ala.

## Festividades
- Febrero: Carnavales.
- Junio: taqrachullo

en agosto: aniversario del distrito